# Orígenes del cristianismo

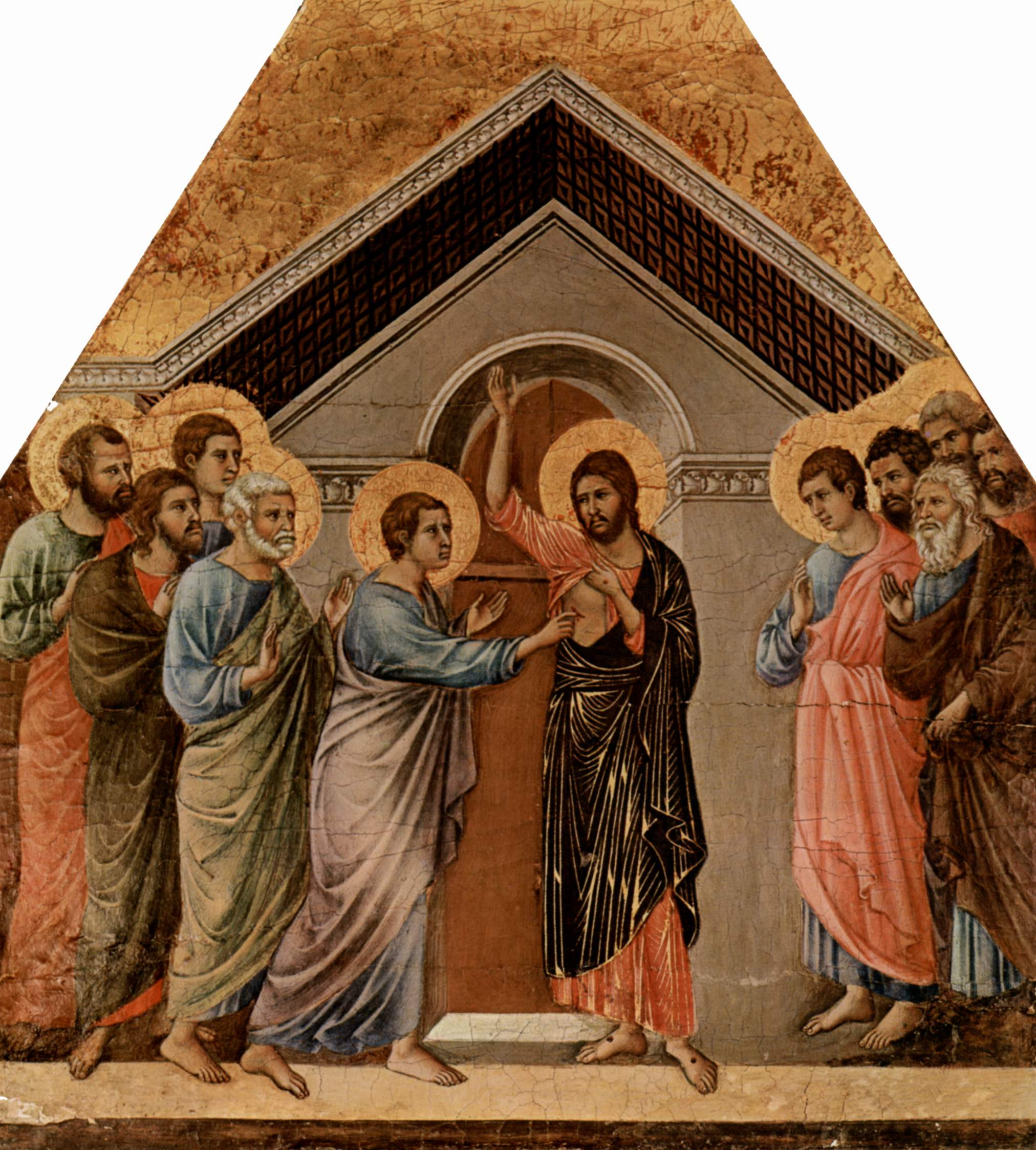
Jesús apareciéndose a sus apóstoles después de su resurrección

El cristianismo primitivo tiene sus raíces en el judaísmo helenístico y el mesianismo judío del siglo I d. C. Comenzó con las expectativas escatológicas judías y se convirtió en la veneración de un Jesús deificado después de su ministerio terrenal, su crucifixión y las experiencias posteriores de sus seguidores, como las apariciones de Jesús resucitado.
Al principio, varias comunidades cristianas relacionadas pero divergentes e interpretaciones del eschaton y la vida y muerte de Jesús se desarrollaron durante el siglo I y principios del siglo II, alejándose gradualmente de los fariseos y otras sectas judías. Las formas «finalmente dominantes en el extremo de su propia rama del árbol de la evolución religiosa» fueron el cristianismo «ortodoxo» y el judaísmo rabínico. En palabras de Daniel Boyarin:
Sin el poder de la Iglesia ortodoxa y los rabinos de declarar a personas herejes y fuera del sistema, seguía siendo imposible declarar fenomenológicamente quien era un judío y quien un cristiano. Al menos interesante y significativo, parece cada vez más claro que es con frecuencia imposible decir cual es un texto judío a partir de un texto cristiano. Las fronteras son borrosas, y esto tiene consecuencias. Las ideas e innovaciones religiosas pueden cruzar las fronteras en ambas direcciones.

## Trasfondo judío–helenístico

### Helenismo

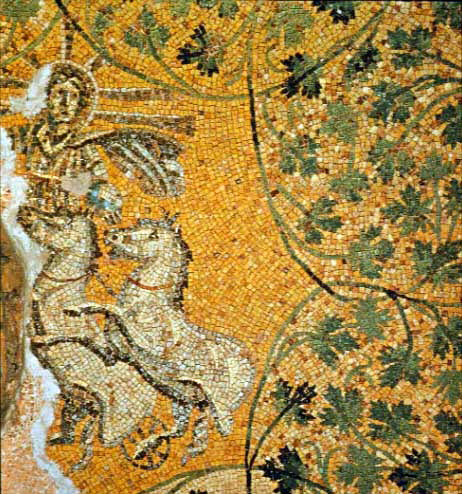
Mosaico de Jesús como Christo Sole (Cristo el Sol) en el Mausoleo M en las necrópolis anteriores al bajo la Basílica de San Pedro en Roma.

#### Filosofía helenística
El cristianismo surgió en el mundo helenístico sincretista del siglo I, que estaba dominado por el derecho romano y la cultura griega. La cultura helenística tuvo un profundo impacto en las costumbres y prácticas de los judíos, tanto en la Tierra de Israel como en la Diáspora. Las incursiones en el judaísmo dieron lugar al judaísmo helenístico en la diáspora judía que buscó establecer una tradición religiosa hebraico-judía dentro de la cultura y el lenguaje del helenismo.
Según Burton Mack, la visión cristiana de la muerte de Jesús por la redención de la humanidad solo fue posible en un entorno helenizado. Según Price, «una vez que llegó a suelo helenístico, la historia de Jesús atrajo a sí misma una serie de motivos míticos que eran comunes al estado de ánimo religioso sincrético de la época».
Existió una interacción compleja entre la filosofía helenística y el cristianismo primitivo. El cristianismo se originó en la provincia romana de Judea, con una sociedad predominante pero no enteramente judía, con las filosofías tradicionales diferenciadas del pensamiento griego clásico dominante en el Imperio romano en ese momento. El Nuevo Testamento registra conflictos entre ambas formas de pensamiento, en los encuentros de Pablo con filósofos epicúreos y estoicos (Hechos 17:18-33), sus comentarios en contra de la filosofía griega en 1 Corintios (1 Corintios 1:20-25) y su advertencia contra la filosofía en Colosenses (Colosenses 2:8).

#### Judaísmo helenístico
El judaísmo helenístico se extendió al Egipto ptolemaico desde el siglo III a. C. y se convirtió en una notable religio licita después de la conquista romana de Grecia, Anatolia, Siria, Judea y Egipto, hasta su declive en el siglo III, paralelo al surgimiento del gnosticismo y el cristianismo primitivo. El tema principal que separó a los judíos helenísticos de los demás judíos fue la aplicación de las leyes bíblicas en la cultura helenística (un crisol de culturas).
El declive del judaísmo helenístico comenzó en el siglo II, y sus causas no se entienden completamente. Puede ser que quedó marginado, fue absorbido o se convirtió en núcleo de habla koiné del cristianismo temprano centrado en Antioquía y su tradición universalista (Evangelio según los Hebreos). El resto de las corrientes del judaísmo helenístico pudieron haberse fusionado en movimientos gnósticos en los primeros siglos de la era cristiana.

### Judaísmo

#### Sectas judías
El judaísmo de la época estaba dividido en facciones antagónicas. Las principales sectas eran los fariseos, saduceos y zelotes, pero también existían otras sectas menos influyentes, como los esenios. Entre el siglo I a. C. y el siglo I aparecieron varios líderes religiosos carismáticos, contribuyendo a lo que se convertiría en la Mishná del judaísmo rabínico, como Yohanan ben Zakai y Hanina ben Dosa. El ministerio de Jesús, según el relato de los Evangelios, se encuentra dentro de este patrón de predicadores sectarios o maestros con discípulos devotos (estudiantes).
Aunque los evangelios contienen fuertes condenas de los fariseos, el apóstol Pablo se enorgullece de ser fariseo (Hechos 22:3, 23:6 y Filipenses 3:5) y existe una clara influencia de la interpretación de la Torá de Hilel el Viejo en los dichos de Jesús contenidos en los Evangelios. La creencia en la resurrección de los muertos en la era mesiánica era una doctrina farisaica central.
Shaye Cohen señala que la mayor parte de las enseñanzas de Jesús eran inteligibles y aceptables en términos de judaísmo del Segundo Templo; lo que configuró a los primeros cristianos como una secta aparte de los demás judíos era su fe en Cristo como el Mesías resucitado.

#### Mesianismo judío
El mesianismo judío tiene su raíz en la literatura apocalíptica del siglo II hasta el siglo I a. C., con la promesa de un futuro líder «ungido» o mesías que haría resurgir al israelita «Reino de Dios», en lugar de ser gobernados por extranjeros. Esto se correspondía con la rebelión macabea dirigida contra los seléucidas. Tras la caída del reino asmoneo, el mesianismo judío se dirigió en contra de la administración romana de la provincia de Judea que, según Josefo, comenzó con la formación de los zelotes durante el censo de Quirino (6 d. C.), aunque la rebelión abierta a gran escala no se produjo hasta la primera guerra judeo-romana en el año 66. El historiador H.H. Ben-Sasson ha propuesto que la «crisis bajo Calígula» (37–41) fue la «primera ruptura abierta entre Roma y los judíos», a pesar de que los problemas ya eran evidentes durante el censo de Quirino (6 d. C.) y bajo Sejano (antes del 31).
Martin Buber señaló que el judaísmo rabínico y el cristianismo primitivo eran variaciones sobre el mismo tema del mesianismo, definiendo la tensión entre ambas religiones de la siguiente manera:
Pre-mesiánicamente, sus destinos están divididos. Ahora, para el cristiano, el judío es un hombre incomprensiblemente obstinado que se niega a ver lo que ha sucedido; y para el judío, el cristiano es un hombre incomprensiblemente atrevido que afirma en un mundo irredento que su redención se ha cumplido. Este es un abismo que ningún poder humano puede salvar.
Por su parte, Alan Segal opina que «se puede hablar de un ‹nacimiento simultáneo› de dos nuevos judaísmos, ambos marcadamente diferentes de los sistemas religiosos que les precedieron. No sólo eran mellizos religiosos el judaísmo rabínico y el cristianismo; sino que, como Jacob y Esaú, los hijos gemelos de Isaac y Rebeca, lucharon en el útero, preparando el escenario para la vida después de la matriz».

## Jesús de Nazaret

### Jesús histórico
Existe un desacuerdo generalizado entre los estudiosos sobre los detalles de la vida de Jesús mencionados en las narraciones evangélicas y sobre el significado de sus enseñanzas. Los eruditos a menudo hacen una distinción entre el Jesús de la historia y el Cristo de la fe.
La erudición crítica ha despojado la etiqueta de «legendario» a la mayoría de las narrativas sobre Jesús. La visión histórica dominante es que, si bien los evangelios incluyen muchos elementos legendarios, estas son elaboraciones religiosas agregadas a los relatos de un Jesús histórico que fue crucificado bajo el prefecto romano Poncio Pilato en la provincia romana de Judea en el siglo I. Sus discípulos restantes más tarde creyeron que había resucitado.
Los principales retratos del Jesús histórico con mayor apoyo académico son, a saber, el profeta apocalíptico, el sanador carismático, el filósofo cínico, el Mesías judío y el profeta del cambio social.

### Cristianismo primitivo
Según el Nuevo Testamento, los seguidores de Jesús informaron que encontraron a Jesús después de su crucifixión; argumentaron que había sido resucitado (la creencia en la resurrección de los muertos en la era mesiánica formaba parte de la doctrina farisea), y que pronto volverá para marcar el comienzo del Reino de Dios y cumplir con el resto de la profecía mesiánica como la resurrección de los muertos y el Juicio Final.
Tras proclamar la resurrección de Jesús y las apariciones a sus seguidores, los primeros cristianos interpretaron que él era Dios hecho carne, que murió por los pecados de la humanidad y que la fe en Jesucristo ofrecía la vida eterna (Cristología). El fundamento de esta nueva interpretación de la crucifixión y resurrección de Jesús se encuentran en las epístolas de Pablo y en el libro de los Hechos.

## Primeras creencias cristianas

### Jesús como Mesías/Cristo
Los primeros cristianos consideraban a Jesús como el Mesías, el rey prometido que restauraría el reino de Dios y la independencia judía.

### Resurrección de Jesús
Paula Fredriksen señala que el fracaso de Jesús para establecer un Israel independiente, tras su muerte a manos de los romanos, invalidó sus reclamos mesiánicos en los judíos helenísticos. Sin embargo, el impacto de Jesús a sus seguidores fue tan grande que no podían aceptar el fracaso implícito en su muerte.

## Grupos cristianos primitivos
Según Ehrman, existieron varios primeros cristianos en el siglo I d. C., a partir de los cuales se desarrollaron diversas tradiciones y denominaciones cristianas, incluida la proto-ortodoxia. Según Dunn, se pueden distinguir cuatro tipos de cristianismo primitivo: cristianismo judío, cristianismo helenístico, cristianismo apocalíptico y catolicismo temprano.

### Cristianismo judío

#### La Iglesia de Jerusalén: Santiago el Justo
Las epístolas paulinas incorporan credos o confesiones de fe de una creencia en un Cristo exaltado anteriores a Pablo, y dan información esencial sobre la fe de la Iglesia primitiva de Jerusalén alrededor de Santiago, «el hermano de Jesús». Este grupo veneraba al Cristo resucitado, que se había aparecido a varias personas, como en Filipenses 2:6–11 (denominado himno de Cristo), que retrata a Jesús como ser encarnado y posteriormente exaltado.
Según los padres de la iglesia del siglo IV, Eusebio y Epifanio, los cristianos judíos de Jerusalén huyeron a Pella antes del comienzo de la primera guerra judeo-romana (66-73 CE).

### Cristianismo helenístico

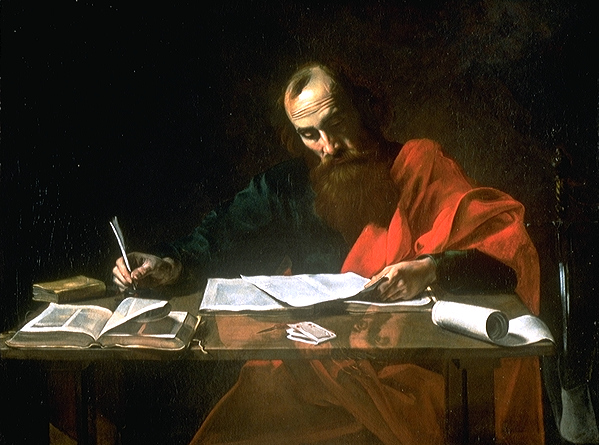
San Pablo escribiendo sus epístolas, obra de Valentin de Boulogne,.

El cristianismo paulino se refiere a la forma de cristianismo asociada con las creencias y doctrinas expuestas por el apóstol Pablo en las epístolas paulinas. La mayor parte del cristianismo ortodoxo se basa en gran medida de estas enseñanzas y los considera amplificaciones y explicaciones de las enseñanzas de Jesús. Marción de Sinope, un teólogo del siglo segundo excomulgado por hereje en 144, afirmó que Pablo fue el único apóstol que había entendido bien el mensaje nuevo de la salvación como entregado por Cristo.
Otros perciben en los escritos enseñanzas de Pablo que son radicalmente diferentes de las enseñanzas originales de Jesús documentadas en los evangelios canónicos, los Hechos y el resto del Nuevo Testamento, como la Epístola de Santiago. Los opositores incluyen los ebionitas y nazarenos, los cristianos judíos que rechazaron a Pablo por desviarse del judaísmo normativo.
El término generalmente se considera peyorativo por la corriente principal del cristianismo, ya que lleva la implicación de que el cristianismo es una corrupción de las enseñanzas originales de Jesús, como por ejemplo, en la creencia de una Gran Apostasía como se encuentra en el Restauracionismo.

## Surgimiento del judaísmo rabínico y el cristianismo primitivo

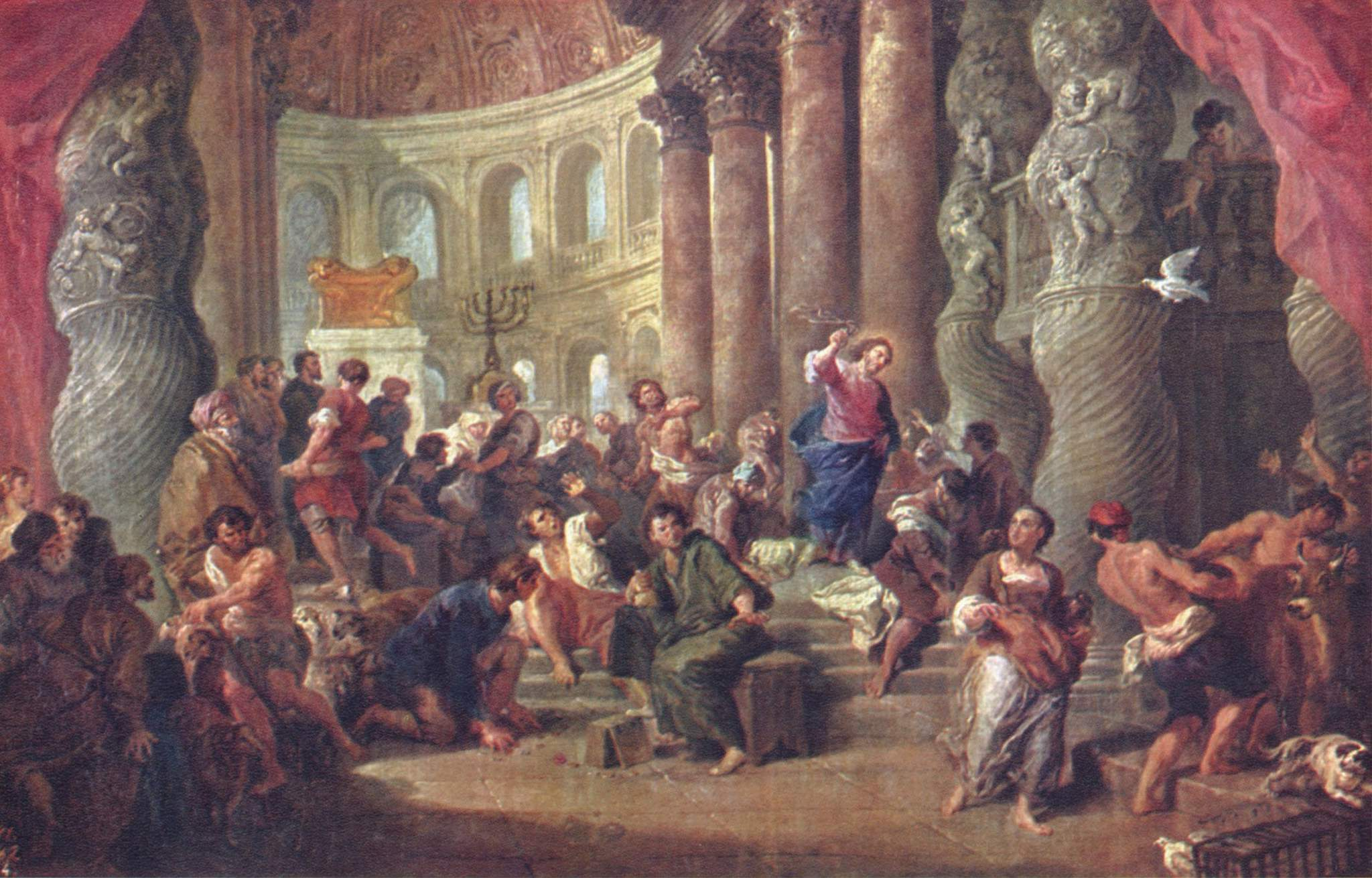
Jesus vertreibt die Händler aus dem Tempel, una representación de la Limpieza del Templo Judío por Jesús, de Giovanni Paolo Pannini

La separación del judaísmo rabínico (el periodo de los Tanaim) y el cristianismo se llevó a cabo durante los primeros siglos de la era común. Se atribuye comúnmente a una serie de eventos, incluyendo el rechazo y la crucifixión de Jesús (c. 33), el concilio de Jerusalén (c. 50), la destrucción del Segundo Templo, lo postulado por el concilio de Jamnia (c. 90), y la revuelta de Bar Kojba (132–135). Sin embargo, más que una división repentina, hubo un abismo lentamente cada vez mayor entre los cristianos y los judíos en los primeros siglos. A pesar de que se piensa comúnmente que el apóstol Pablo estableció una iglesia principalmente gentil durante su vida, tomó siglos para que se manifestara una ruptura total. Sin embargo, ciertos acontecimientos que son percibidos como fundamentales en la creciente brecha entre el cristianismo y el judaísmo.
Robert Goldenberg afirma que es cada vez más aceptado entre los estudiosos que «al final del siglo primero d.C. aún no había dos religiones separadas llamadas ‹Judaísmo› y ‹Cristianismo›».
Los historiadores siguen debatiendo el momento preciso en que el cristianismo se estableció como una nueva religión, aparte y distinta del judaísmo. Algunos estudiosos consideran que tanto los cristianos como los fariseos competían dentro del judaísmo, y rompieron decisivamente solo después de la revuelta de Bar Kojba, cuando los sucesores de los fariseos afirmaban su hegemonía sobre todo el judaísmo, y –al menos desde la perspectiva judía– el cristianismo surgió como una nueva religión. Algunos cristianos eran todavía parte de la comunidad judía en el momento de la revuelta de Bar Kojba en el 130.
Según el historiador Shaye J.D. Cohen:
La separación del cristianismo del judaísmo fue un proceso, no un evento. La parte esencial de este proceso fue que la iglesia se estaba volviendo más y más gentil, y cada vez menos judía, pero la separación se manifestó de diferentes maneras en cada comunidad local, donde los judíos y los cristianos habitaban juntos. En algunos lugares, los judíos expulsaron a los cristianos; en otros, los cristianos los dejaron por su propia voluntad.
Según Cohen, este proceso terminó en el año 70, después de la gran revuelta en Judea, cuando varias sectas judías desaparecieron y el judaísmo farisaico evolucionó en el judaísmo rabínico y el cristianismo surgió como una religión distinta.

### Apóstol de los gentiles
Algunos grupos cristianos tempranos, como los ebionitas y la iglesia primitiva de Jerusalén encabezada por Santiago el Justo, eran estrictamente judíos. Según el Nuevo Testamento, Saulo de Tarso primero persiguió a los primeros cristianos judíos, luego se convirtió, adoptó el nombre de Pablo y el título de «Apóstol de los gentiles» y comenzó a hacer proselitismo entre los gentiles. Convenció a los líderes de la Iglesia de Jerusalén para que los gentiles convertidos fueran exentos de la mayoría de los mandamientos judíos en el Concilio de Jerusalén.

### Primera guerra judeo-romana
Como resultado de la guerra judeo-romana, la ciudad de Jerusalén fue saqueada y el Templo destruido. La destrucción del Segundo Templo fue una experiencia profundamente traumática para los judíos, que ahora se enfrentaban con preguntas difíciles y de mayor alcance:
- ¿Cómo lograr la expiación sin el Templo?
- ¿Cómo explicar el desastroso resultado de la rebelión?
- ¿Cómo vivir en el mundo romanizado post-Templo?
- ¿Cómo conectar tradiciones presentes y pasadas?

Después de la destrucción de Jerusalén y la expulsión de los judíos, el culto judío dejó de ser organizado centralmente alrededor del templo, la oración tomó el lugar de sacrificio y el culto fue reconstruido alrededor de rabinos que actuaron como maestros y líderes de las comunidades individuales en la diáspora judía.
La destrucción del Segundo Templo por los romanos no solo puso fin a la revuelta: marcó el fin de una era. Los revolucionarios como los zelotes habían sido aplastados por los romanos, y tenía poca credibilidad (los últimos zelotes murieron en Masada en el 73). Los saduceos, cuyas enseñanzas estaban estrechamente conectadas con el culto del Templo, desaparecieron. Los esenios también desaparecieron, quizá porque sus enseñanzas de alguna manera divergieron de los temas de los tiempos.
Dos grupos organizados se mantuvieron: los primeros cristianos y los fariseos. Algunos estudiosos, como Daniel Boyarin y Paula Fredricksen, sugieren que fue en este tiempo, cuando los cristianos y los fariseos estaban compitiendo por el liderazgo del pueblo judío, que los escritos de los debates entre Jesús y los apóstoles con los fariseos y los pasajes anti-farisaicos se escribieron y se incorporaron en el Nuevo Testamento.

### El surgimiento del judaísmo rabínico
Durante el siglo I d. C. hubo varias sectas judías: los fariseos, saduceos, zelotes, esenios y los cristianos. Después de la destrucción del Segundo Templo en el año 70, el sectarismo vino en gran medida a su fin. El cristianismo sobrevivió, pero rompió con el judaísmo y se convirtió en una religión separada; los fariseos sobrevivieron en forma del judaísmo rabínico, hoy en día, conocido simplemente como «judaísmo».
En esa época, Roma gobernó Judea a través de un procurador en Cesarea y un patriarca judío. Un exlíder fariseo, Yohanan ben Zakai, fue nombrado el primer patriarca (la palabra hebrea, Nasí, también significa príncipe o presidente), y se restableció el Sanedrín en Jamnia bajo control farisaico. En lugar de dar el diezmo a los sacerdotes y sacrificar ofrendas en el templo, los rabinos instruyeron a los judíos dar dinero a organizaciones benéficas locales y estudiar en las sinagogas, así como para pagar el Fiscus judaicus.

### El surgimiento del cristianismo
El estudioso del Talmud Daniel Boyarin ha argumentado que la teología de Pablo sobre el espíritu está más profundamente enraizada en el judaísmo helenístico de lo que generalmente se cree. En su obra A Radical Jew (Un Judío Radical), Boyarin argumenta que Pablo combinó la vida de Jesús con la filosofía griega para reinterpretar la Biblia hebrea en términos de la oposición platónica entre lo ideal (que es real) y lo material (que es falso). El judaísmo es una religión corporal, en el que la membresía no se basa en la creencia sino más bien en ser descendientes de Abraham, marcado físicamente por la circuncisión, y se centra en la manera de vivir esta vida correctamente. Según Boyarin, Pablo vio en el «símbolo» de un Jesús resucitado la posibilidad de un mesías espiritual más que uno corporal. Utilizó esta noción de Mesías, según Boyarin, para argumentar a favor una religión a través del cual todas las personas, no solo los descendientes de Abraham, podrían adorar al Dios de Abraham. A diferencia del judaísmo, que sostiene que es la religión correcta solamente de los judíos, el cristianismo paulino afirmaba ser la religión adecuada para todas las personas.
En otras palabras, apelando a la distinción platónica entre lo material y lo ideal, Pablo mostró cómo el espíritu de Cristo podría proporcionar a todas las personas una manera de adorar a Dios, el Dios que previamente había sido adorado solamente por judíos y prosélitos judíos, aunque como ellos afirmó que Él era el único Dios de todos. Boyarin intenta erradicar el trabajo de Pablo en el judaísmo helenístico e insiste en que Pablo era totalmente judío. Pero, Boyarin alega, la teología paulina hizo su versión del cristianismo muy atractiva para los gentiles. Sin embargo, Boyarin también ve esta llamada reelaboración platónica de las enseñanzas de Jesús y el judaísmo farisaico como esenciales para el surgimiento del cristianismo como una religión distinta, ya que justifica un judaísmo sin ley judía. Los acontecimientos y las tendencias anteriores llevaron a una separación gradual entre el cristianismo y el judaísmo rabínico.
Según el historiador Shaye J.D. Cohen, «el cristianismo primitivo dejó de ser una secta judía cuando dejó de observar las prácticas judías». Entre las prácticas judías abandonadas por cristianismo proto-ortodoxo, la circuncisión fue rechazada como un requisito en el concilio de Jerusalén (c. 50), la observancia del sábado fue modificada, quizás tan pronto como la época de Ignacio de Antioquía (Epístola a los Magnesios, c. 110). El cuartodecimanismo (observación de la fiesta de la Pascua el 14 de Nisán, el día de la preparación para la Pascua, vinculado a Policarpo y, por lo tanto, a Juan el Apóstol) fue disputado por el papa Víctor I (189–199) y formalmente rechazado en el Primer Concilio de Nicea en 325. De acuerdo a Eusebio, Vida de Constantino, el discurso de Constantino en el concilio incluyó: «Entonces vamos, no tengamos nada en común con la multitud judía detestable; porque hemos recibido a nuestro Salvador de una manera diferente».

### La revuelta de Bar Kojba
La revuelta de Bar Kojba fue la tercera gran rebelión de los judíos contra los romanos y la última de las guerras judeo-romanas. Simón bar Kojba, el comandante de la revuelta, fue aclamado como un mesías, una figura heroica que podía restaurar a Israel, por algunos de los principales sabios del Sanedrín como Rabí Akiba.
Hasta este momento un número de cristianos estaba siendo parte de la comunidad judía. Aunque los judeocristianos aclamaron a Jesús como el Mesías y no apoyaron a Bar Kojba, fueron expulsados de Jerusalén junto con el resto de los judíos. Tradicionalmente se cree que los cristianos de Jerusalén esperaron el fin de las guerras judeo-romanas en Pella, en la Decápolis. Después de la represión de la revuelta, la gran mayoría de los judíos fueron enviados al exilio; poco después (c. 200), Yehudah Hanasí editó conjuntamente juicios y tradiciones en un código de autoridad, la Mishná. Esto marca la transformación del judaísmo fariseo en el judaísmo rabínico.
Aunque los rabinos remontan sus orígenes a los fariseos, el judaísmo rabínico, sin embargo, implicaba un rechazo radical a ciertos elementos del fariseísmo, elementos que eran básicos para el judaísmo del Segundo Templo. Los fariseos habían sido partidarios. Los miembros de diferentes sectas sostuvieron entre sí discusiones por la exactitud de sus respectivas interpretaciones, sobre todo los sabios Hilel y Shamai. Después de la destrucción del Segundo Templo, estas divisiones sectarias terminaron. El término «fariseo» ya no se utilizó, no solo porque era un término más frecuentemente utilizado por los no fariseos, sino también porque el término era explícitamente sectario. Los rabinos afirmaban el liderazgo sobre todos los judíos, y se añadió a la Amidá el Birkat haMinim (véase concilio de Jamnia), una oración que, en parte, clama: «Alabado eres Tú, oh Señor, que destruyes a los enemigos y derrota a los arrogantes», y que se entiende como un rechazo de los sectarios y sectarismo. Este cambio en ningún caso resolvió los conflictos sobre la interpretación de la Torá; más bien, trasladó los debates entre sectas a los debates dentro del judaísmo rabínico.